# Kaoru Ishikawa
Kaoru Ishikawa (jap. 石川 馨 Ishikawa Kaoru; ur. 1915, zm. 16 kwietnia 1989) – japoński teoretyk zarządzania, chemik, od 1960 roku profesor na Uniwersytecie Tokijskim.

## Osiągnięcia
Koło jakości – Ishikawa, zachęcany przez Josepha Jurana, wdrożył ideę kół jakości w japońskich przedsiębiorstwach. Metoda ta rozprzestrzeniła się również poza Japonią.
Diagram Ishikawy – opracował diagram przyczynowo-skutkowy, w którym analiza rozpoczynana jest od stwierdzenia wystąpienia skutku (np. braku, awarii lub innego niepożądanego stanu) i prowadzona w kierunku identyfikacji wszystkich możliwych przyczyn, które go spowodowały.
Otrzymał najwyższą japońską nagrodę jakości – Nagrodę im. Deminga.